# Cophopodisma
Cophopodisma is een geslacht van rechtvleugeligen uit de familie van de veldsprinkhanen (Acrididae). De wetenschappelijke naam werd gepubliceerd in 1932 door Dovnar-Zapolskij.

## Soorten
Het geslacht omvat de volgende soorten:
- Cophopodisma ibera Ramme, 1951
- Cophopodisma pyrenaea Fischer, 1853
- Cophopodisma yunnanea Ramme, 1939